# Zhu Zhu (serial)
Zhu Zhu (engleză The ZhuZhus, cunoscut anterior ca Polly and the ZhuZhu Pets) este un serial de animație dezvoltat de Hugh Duffy pentru Disney Channel și YTV. Serialul este bazat pe franciza americană de jucării ZhuZhu Pets. Este a doua adaptare animată cu personajele Fab Four; Pipsqueak, Mr. Squiggles, Num Nums, și Chunk, urmând În căutarea lui Zhu în 2011.
Serialul este despre Frankie Pamplemousse, o tânără fată care deține patru hamsteri vorbitori. A debutat pe Disney Channel în Statele Unite pe 12 septembrie 2016.
În România, serialul a avut premiera pe Disney Channel pe 13 martie 2017.

## Descriere
Zhu Zhu este despre o fată în vârstă de 8 ani, numită Frankie Pamplemousse, care locuiește în Oriceoraș (Anytown) cu mama ei, tatăl ei, și cei patru hamsteri care vorbesc; Pipsqueak, dl. Squiggles (Mr. Squiggles), Num Nums și Chunk.

## Personaje

### Principale
- Frankie Pamplemousse (în prealabil Polly Pamplemousse)
- Pipsqueak
- Dl. Squiggles
- Num Nums
- Chunk

### Recurente
- Ellen Pamplemousse
- Stanley Pamplemousse

## Episoade
| #   | Titlu                                                 | Regizat de   | Scris de        | Premieră originală                                        | Premieră România |
| --- | ----------------------------------------------------- | ------------ | --------------- | --------------------------------------------------------- | ---------------- |
| 1a  | „Happy Bounciversary”                                 | Mike Fallows | Laurie Elliott  | 12 septembrie 2016                                        | 13 martie 2017   |
| 1b  | „Say It Don't Spray It”                               | Mike Fallows | Laurie Elliott  | 12 septembrie 2016                                        | 13 martie 2017   |
| 2a  | „Hamsterii de casă” „Home Run Hamsters”               | Mike Fallows | Hugh Duffy      | 13 septembrie 2016                                        | 14 martie 2017   |
| 2b  | „Chip off the Old Chunk”                              | Mike Fallows | Miles Smith     | 13 septembrie 2016                                        | 14 martie 2017   |
| 3a  | „Afacerea Walter” „Walter-Gate”                       | Mike Fallows | Shawn Kalb      | 14 septembrie 2016                                        | 15 martie 2017   |
| 3b  | „Janitor Day”                                         | Mike Fallows | Terry McGurrin  | 14 septembrie 2016                                        | 15 martie 2017   |
| 4a  | „Goldfish Fingers”                                    | Mike Fallows | Richard Clark   | 15 septembrie 2016                                        | 16 martie 2017   |
| 4b  | „Skate-lebrity”                                       | Mike Fallows | Richard Clark   | 15 septembrie 2016                                        | 16 martie 2017   |
| 5a  | „Petrecerea cu zombi” „Zombie Sleep Over”             | Mike Fallows | Miles Smith     | 16 septembrie 2016                                        | 17 martie 2017   |
| 5b  | „Cursa fără carduri” „The No-Kart Race”               | Mike Fallows | Scott Albert    | 16 septembrie 2016                                        | 17 martie 2017   |
| 6a  | „Storming the Cat Castle”                             | Mike Fallows | Scott Albert    | 7 octombrie 2016                                          | 20 martie 2017   |
| 6b  | „Ha Ha Hamsters”                                      | Mike Fallows | Richard Clark   | 7 octombrie 2016                                          | 20 martie 2017   |
| 7a  | „Fur-Vivor”                                           | Mike Fallows | Andrew Harrison | 21 octombrie 2016                                         | 21 martie 2017   |
| 7b  | „Zhuper fată” „Zhuper Girl”                           | Mike Fallows | Miles Smith     | 21 octombrie 2016                                         | 21 martie 2017   |
| 8a  | „Wingin' It”                                          | Mike Fallows | Laurie Elliot   | 15 ianuarie 2017 (online) 11 februarie 2017 (televiziune) | 22 martie 2017   |
| 8b  | „Friendship Friend-zy”                                | Mike Fallows | Scott Albert    | 15 ianuarie 2017 (online) 11 februarie 2017 (televiziune) | 22 martie 2017   |
| 9a  | „Dreams O'Clock”                                      | Mike Fallows | Andrew Harrison | 21 ianuarie 2017                                          | 23 martie 2017   |
| 9b  | „Badge to the Bone”                                   | Mike Fallows | Evany Rosen     | 21 ianuarie 2017                                          | 23 martie 2017   |
| 10a | „Full Groan”                                          | Mike Fallows | Evany Rosen     | 22 ianuarie 2017                                          | 24 martie 2017   |
| 10b | „The Shell Game”                                      | Mike Fallows | Laurie Elliott  | 22 ianuarie 2017                                          | 24 martie 2017   |
| 11a | „If Wishes Were Rainbows”                             | Mike Fallows | Miles Smith     | 28 ianuarie 2017                                          | 24 aprilie 2017  |
| 11b | „Deja Zhu” „Deja Zhu”                                 | Mike Fallows | Terry McGurrin  | 28 ianuarie 2017                                          | 24 aprilie 2017  |
| 12a | „A Total Bust a Move”                                 | Mike Fallows | Andrew Harrison | 29 ianuarie 2017                                          | 25 aprilie 2017  |
| 12b | „Hotelul grand Zhu Zhu” „The Grand ZhuZhu Pets Hotel” | Mike Fallows | Andrew Harrison | 29 ianuarie 2017                                          | 25 aprilie 2017  |
| 13a | „Zhu Years Eve”                                       | Mike Fallows | Andrew Harrison | 7 ianuarie 2017                                           | 26 aprilie 2017  |
| 13b | „Lookies for Cookies”                                 | Mike Fallows | Alex Ganetakos  | 7 ianuarie 2017                                           | 26 aprilie 2017  |
| 14a | „The Pumpkin Whisperers”                              | Mike Fallows | Richard Clark   | 4 februarie 2017                                          | 27 aprilie 2017  |
| 14b | „Zhuper Zhide Kicks”                                  | Mike Fallows | Miles Smith     | 4 februarie 2017                                          | 27 aprilie 2017  |
| 15a | „The Wrong Stuff”                                     | Mike Fallows | Richard Clark   | 5 februarie 2017                                          | 28 aprilie 2017  |
| 15b | „Chunklette's Web”                                    | Mike Fallows | Alex Ganetakos  | 5 februarie 2017                                          | 28 aprilie 2017  |
| 16a | „Story Book It”                                       |              |                 | 17 iunie 2017                                             |                  |
| 16b | „Hairible Mistake”                                    |              |                 | 17 iunie 2017                                             |                  |
| 17a | „Weathering Heights”                                  |              |                 | 24 iunie 2017                                             |                  |
| 17b | „Trashing of Zhuper Girl”                             |              |                 | 24 iunie 2017                                             |                  |

## Lansări internaționale
| Țară / Regiune                                           | Canal                                     | Premiera           | Titlu                      |
| -------------------------------------------------------- | ----------------------------------------- | ------------------ | -------------------------- |
| SUA                                                      | Disney Channel                            | 12 septembrie 2016 | The ZhuZhus                |
| Australia · Noua Zeelandă                                | Disney Channel Australia și Noua Zeelandă | 13 februarie 2017  | The ZhuZhus                |
| Belgia                                                   | Disney Channel Belgia                     | 6 martie 2017      | De ZhuZhu's                |
| Belgia                                                   | Disney Channel Belgia                     | 6 martie 2017      | Frankie et les ZhuZhu Pets |
| Țările de Jos                                            | Disney Channel Țările de Jos              | 6 martie 2017      | De ZhuZhu's                |
| Africa de Sud · Croația · Serbia · Albania               | Disney Channel MENA                       | 6 martie 2017      | The ZhuZhus                |
| Grecia · Cipru                                           | Disney Channel MENA                       | 6 martie 2017      | Τα Ζου Ζου                 |
| Lumea arabă                                              | Disney Channel MENA                       | 6 martie 2017      | ذا زوزوس                   |
| Ungaria · Cehia                                          | Disney Channel Ungaria și Cehia           | 13 martie 2017     | Zhu Zhu                    |
| Polonia                                                  | Disney Channel Polonia                    | 13 martie 2017     | Zhu Zhu                    |
| România · Bulgaria                                       | Disney Channel România și Bulgaria        | 13 martie 2017     | Zhu Zhu                    |
| România · Bulgaria                                       | Disney Channel România și Bulgaria        | 13 martie 2017     | Зу Зу                      |
| Rusia                                                    | Disney Channel Rusia                      | 22 aprilie 2017    | Жужики                     |
| Regatul Unit · Irlanda                                   | Boomerang (UK și Irlanda)                 | 2 mai 2017         | The ZhuZhus                |
| Germania · Austria · Elveția · Liechtenstein · Luxemburg | Disney Channel Germania                   | 29 mai 2017        | Die ZhuZhus                |
| America Latină · Brazilia                                | Discovery Kids                            | mai 2017           | Va fi anunțat              |
| Franța                                                   | France 3 France 4                         | septembrie 2017    | Va fi anunțat              |
| Canada                                                   | YTV                                       | Va fi anunțat      | The ZhuZhus                |